# Ashleigh Nelson (athlétisme)
Pour les articles homonymes, voir Ashleigh Nelson et Nelson.
Ashleigh Nelson (née le 20 février 1991 à Stoke-on-Trent) est une athlète britannique spécialiste du sprint.

## Biographie
En 2013, elle remporte la médaille de bronze du relais 4 × 100 mètres des Championnats du monde de Moscou. Initialement quatrièmes, les relayeuses britanniques se voient adjuger la troisième place quelques heures plus tard à la suite de la disqualification du relais français pour un passage de relais hors zone.
Elle se classe troisième du 4 × 100 m lors des Jeux du Commonwealth 2014 de Glasgow en Écosse. Aux championnats d'Europe 2014 de Zurich, elle remporte la médaille de bronze du 100 m, devancée par la Néerlandaise Dafne Schippers et la Française Myriam Soumaré. Alignée par ailleurs sur 4 × 100 m, elle s'adjuge le titre continental en compagnie de Asha Philip, Jodie Williams et Desiree Henry, devant la France et la Russie. L'équipe britannique améliore à cette occasion le record du Royaume-Uni en 42 s 24.

## Palmarès
| Date | Compétition                    | Lieu      | Résultat | Épreuve   | Temps   |
| ---- | ------------------------------ | --------- | -------- | --------- | ------- |
| 2007 | Championnats d'Europe juniors  | Hengelo   | 1re      | 4 × 100 m | 44 s 52 |
| 2007 | Championnats du monde jeunesse | Ostrava   | 3e       | 100 m     | 11 s 58 |
| 2008 | Championnats du monde juniors  | Bydgoszcz | 2e       | 100 m     | 11 s 49 |
| 2013 | Championnats du monde          | Moscou    | 3e       | 4 × 100 m | 42 s 87 |
| 2014 | Jeux du Commonwealth           | Glasgow   | 3e       | 4 × 100 m | 43 s 10 |
| 2014 | Championnats d'Europe          | Zurich    | 3e       | 100 m     | 11 s 22 |
| 2014 | Championnats d'Europe          | Zurich    | 1re      | 4 × 100 m | 42 s 24 |
| 2014 | Coupe continentale             | Marrakech | 2e       | 4 × 100 m | 42 s 98 |
| 2015 | Relais mondiaux de l'IAAF      | Nassau    | 3e       | 4 × 100 m | 42 s 84 |
| 2019 | Championnats du monde          | Doha      | 2e       | 4 x 100 m | 41 s 82 |
| 2022 | Championnats d'Europe          | Munich    | finale   | 4 x 100 m | DNF     |

## Records
| Épreuve | Épreuve   | Temps   | Lieu       | Date            |
| ------- | --------- | ------- | ---------- | --------------- |
| 60 m    | En salle  | 7 s 34  | Birmingham | 5 février 2011  |
| 100 m   | Plein air | 11 s 19 | Zürich     | 12 août 2014    |
| 200 m   | Plein air | 22 s 85 | Lausanne   | 5 juillet 2019  |
| 200 m   | En salle  | 24 s 61 | Birmingham | 18 février 2006 |
| 400 m   | Plein air | 53 s 29 | Waco       | 22 avril 2017   |
| 400 m   | En salle  | 53 s 71 | Cardiff    | 4 février 2018  |